# 동경 92도
동경 92도(東經92度)는 본초 자오선에서 동쪽으로 92도 떨어진 경선이다. 북극점에서 시작하여 북극해, 아시아, 인도양, 남극해, 남극을 거쳐 남극점에 이른다.
동경 92도는 서경 88도와 이어져 지구의 둘레를 이룬다.
북극점에서 남극점까지 동경 92도선은 다음 지역을 지나간다.
| 좌표                                                  | 나라, 지역, 해역 | 주석 |
| ----------------------------------------------------- | ---------------- | --- |
| 북위 90° 0′ 동경 92° 0′  / 북위 90.000° 동경 92.000°  | 북극해           | |
| 북위 80° 24′ 동경 92° 0′  / 북위 80.400° 동경 92.000° | 러시아           | 크라스노야르스크 지방 세베르나야제믈랴 제도의 콤소몰레츠 섬, 피오니어 섬, 세도프 군도                                           |
| 북위 79° 25′ 동경 92° 0′  / 북위 79.417° 동경 92.000° | 카라해           | |
| 북위 77° 38′ 동경 92° 0′  / 북위 77.633° 동경 92.000° | 러시아           | 크라스노야르스크 지방 키로프 섬                                                                                                 |
| 북위 77° 35′ 동경 92° 0′  / 북위 77.583° 동경 92.000° | 카라해           | |
| 북위 75° 43′ 동경 92° 0′  / 북위 75.717° 동경 92.000° | 러시아           | 크라스노야르스크 지방 투바 공화국                                                                                               |
| 북위 50° 41′ 동경 92° 0′  / 북위 50.683° 동경 92.000° | 몽골             | |
| 북위 45° 4′ 동경 92° 0′  / 북위 45.067° 동경 92.000°  | 중화인민공화국   | 신장 위구르 자치구 칭하이성 티베트 자치구                                                                                       |
| 북위 27° 44′ 동경 92° 0′  / 북위 27.733° 동경 92.000° | 인도             | 아루나찰프라데시 주 - 중화인민공화국이 영유권 주장                                                                              |
| 북위 27° 28′ 동경 92° 0′  / 북위 27.467° 동경 92.000° | 부탄             | |
| 북위 26° 51′ 동경 92° 0′  / 북위 26.850° 동경 92.000° | 인도             | 아삼 주 메갈라야 주 |
| 북위 25° 11′ 동경 92° 0′  / 북위 25.183° 동경 92.000° | 방글라데시       | |
| 북위 24° 23′ 동경 92° 0′  / 북위 24.383° 동경 92.000° | 인도             | 트리푸라 주 |
| 북위 23° 41′ 동경 92° 0′  / 북위 23.683° 동경 92.000° | 방글라데시       | |
| 북위 21° 23′ 동경 92° 0′  / 북위 21.383° 동경 92.000° | 인도양           | 인도 안다만 제도 (북위 11° 33′ 동경 92° 12′  / 북위 11.550° 동경 92.200° ) 바로 서쪽을 지나감                                   |
| 남위 60° 0′ 동경 92° 0′  / 남위 60.000° 동경 92.000°  | 남극해           | 오스트레일리아가 영유권을 주장하는 드라이갈스키 섬 (남위 65° 44′ 동경 92° 12′  / 남위 65.733° 동경 92.200° ) 바로 서쪽을 지나감 |
| 남위 66° 29′ 동경 92° 0′  / 남위 66.483° 동경 92.000° | 남극             | 오스트레일리아령 남극 지역, 오스트레일리아가 영유권을 주장한다.                                                                 |

## 같이 보기
- 동경 91도
- 동경 93도